# Мейобентос
Мейобентос (мейофауна) — мелкие водные организмы, живущие на дне, которые проходят сквозь сито с размером ячеи 1 мм и задерживаются в сите с размером ячеи 32 мкм. Мейобентосные животные живут в толще рыхлого донного грунта (ил, песок), между его частичками. Основные представители мейобентоса: фораминиферы, одиночные гидроиды, коловратки, свободноживущие нематоды, различные мелкие ракообразные (ракушковые, гарпактикоиды, равноногие и др.), мелкие кольчатые черви (полихеты и олигохеты), киноринхи, гастротрихи. Как правило, наиболее многочисленными животными в пробах морского мейобентоса являются нематоды (70—100 %), на втором месте по численности стоят гарпактикоиды.